# Saison 15 de Joséphine, ange gardien
 (août 2018).
Si vous disposez d'ouvrages ou d'articles de référence ou si vous connaissez des sites web de qualité traitant du thème abordé ici, merci de compléter l'article en donnant les références utiles à sa vérifiabilité et en les liant à la section « Notes et références ».
Chronologie
Saison 14 Saison 16
Cet article présente les épisodes de la quinzième saison de la série télévisée Joséphine, ange gardien.

## Liste des épisodes

### Épisode 1:Le sourire de la momie
Scénaristes : 
- David Lang
- Lionel Cherki

Réalisateur :
- Jean-Marc Seban

Diffusions : 
- Belgique : 28 septembre 2014 sur La Une
- Suisse : 21 octobre 2014 sur RTS Un
- France : 27 octobre 2014 sur TF1
- Québec : 24 mars 2016 sur Séries+

Audiences : 
- Belgique : 296 200 téléspectateurs (18,6 % de part de marché)
- France : 6,15 millions de téléspectateurs (24 % de part de marché)[1]

Distribution :
- Mimie Mathy : Joséphine
- Gaëla Le Devehat : Louise
- Stéphane Metzger : Mathis, l’archéologue qui a découvert la momie
- Aurélie Vaneck : Aurélie, l’assistante de Mathis
- Olivier Ythier : Yann
- Stylane Lecaille : Hugo
- Marie-Christine Adam : Sylvie
- François-Éric Gendron : Cassel
- Alicia Irane Rault : Néféret
- Olivia Brunaux : la directrice
- Jean-Jacques Bathie : le médecin
- Franck Pech : le lieutenant de police
- Guy Amram : Ramsès V
- Choukri Alaya : l'archéologue égyptien
- Mehdi Fettah : Sobek

Résumé : Joséphine vient en aide à Louise, une jeune égyptologue talentueuse qui commence à étudier la momie Néféret. La découverte du cobra qui nichait dans son sarcophage laisse penser que cette momie est maléfique. De plus, de nombreux événements mystérieux accompagnent les travaux de recherche. Joséphine se demande si elle est là pour aider Louise à se protéger d'une créature surnaturelle, et reçoit le soutien de Mathis, l'archéologue qui a découvert cette momie, et qui est tombé sous le charme de Louise. Joséphine devra s'armer de patience pour convaincre Louise de ne pas s'enfermer dans le travail et de s'ouvrir à l'amour que lui propose Mathis.
Profession de l’épisode : Joséphine est assistante dans le département d’égyptologie.

### Épisode 2:Les Boloss
Scénaristes :
- Manon Dillys
- Sébastien Le Délézir

Réalisateur :
- Philippe Proteau

Diffusions : 
- Belgique : 2 novembre 2014 sur La Une
- Suisse : 28 octobre 2014 sur RTS Un
- France : 3 novembre 2014 sur TF1
- Québec : 2 avril 2016 sur Séries+

Audience : 
- France : 6,04 millions de téléspectateurs (24,6 % de part de marché)

Distribution :
- Mimie Mathy : Joséphine
- Coline Béal : Jeanne Lambert
- Delphine McCarty : Charlotte Lambert, la mère de Jeanne
- Éric Savin : Christophe Lambert, le père de Jeanne
- Mathilde Auneveux : Amélie, la meilleure amie de Jeanne
- Rayane Bensetti : Tony, pote de basket de Jeanne
- Arthur Choisnet : Yann Wachowski, l’ami d’enfance de Jeanne
- Guillaume Denaiffe : Samuel, le collègue surveillant de Joséphine
- Lyna Khoudri : Vanessa Grangier, la petite amie de Matthieu
- Victor Meutelet : Matthieu, le petit ami de Vanessa
- Anaïs Parello : Déborah
- Thierry Samitier : Mr Tronchon, le proviseur
- Thomas Séraphine : M. Delage, le journaliste
- Philippe Blondelle : l'homme balèze
- Aline Chaud : la dame du futur
- Ylane Duparc : le jeune invité de la fête
- José Firmanal : le maître d'hôtel
- Cécile Hercule : la jeune femme donnant la baffe à Matthieu
- Catherine Lefroid : l'infirmière
- Julien Leglise : le prof de sport
- Valéry Schatz : le médecin

Résumé : Joséphine vient en aide à Jeanne, une bonne élève dont les notes chutent et dont le comportement semble avoir changé selon ses deux meilleurs amis. Dans un monde où le téléphone portable et les réseaux sociaux sont omniprésents, l’ange gardien va découvrir la réalité du harcèlement scolaire et les tentatives de suicide chez les adolescents.
Profession de l’épisode : Joséphine est surveillante au collège.
Biographie de Joséphine : alors que Jeanne lit une œuvre d’Ernest Hemingway, Joséphine laisse entendre qu’elle l’a déjà rencontré.
Commentaires : Un élève doué en nouvelles technologies, Yann Wachowski, explique à l’ange gardien le fonctionnement d’Internet. En googlelisant Joséphine, il découvre certaines de ses anciennes missions : résistante, gardienne de prison, etc. On note également que c’est la première fois qu’un ordre de mission arrive sur téléphone portable.

### Épisode 3:Légendes d'Armor
Scénaristes :
- Marie Lefebvre
- Thomas Perrier

Réalisateur :
- Christophe Barbier

Diffusions :
- Belgique : 11 janvier 2015 sur La Une
- Suisse : 27 janvier 2015 sur RTS Un
- France : 2 février 2015 sur TF1
- Québec : 16 avril 2016 sur Séries+

Audience : 
- France : 6,06 millions de téléspectateurs (23,4 % de part de marché)

Distribution :
- Mimie Mathy : Joséphine
- Marie Bunel : Marie Lozac'h
- Eric Boucher : Bertrand Lozac'h
- Paola Valentin : Morgane Lozac'h, fille de Marie et Bertrand
- Fanny Bihan : Elodie Lozac’h, fille de Marie et Bertrand disparue en 2010
- Serge Faliu : Yann Le Bihan
- Quentin Santarelli : Loïc Le Bihan, le fils de Yann, amoureux de Morgane
- Mathilde Lebrequier : Nolwen, guérisseuse du village
- Philippe Pezant : Guirec
- Fabio Zenoni : Hugues
- Thierry Barbet : le villageois
- Gilles Bataille : le médecin
- Ali Khelil : l'ouvrier
- Céline Poli : la villageoise
- Hervé Mahieux : le pêcheur 1
- André Layus : le pêcheur 2
- Eddy Frogeais : le pêcheur 3

Résumé : Joséphine vient en aide à la famille Lozac'h, des restaurateurs dont la fille, Morgane, a disparu depuis plusieurs jours en Bretagne, à Plouménec'h (ville fictive donc le nom vient de Ploumanac'h, le lieu principal du tournage). Lors d'un marché sur le port, le bateau des Lozac'h surgit vide, ce qui répand d'inquiétantes rumeurs de malédiction à travers tout le village. Joséphine découvre que Marie et Bertrand Lozac'h ont déjà perdu une fille, Élodie, 5 ans plus tôt, lors d'une course en mer. Elle devra gérer cette affaire en ayant ses pouvoirs perturbés.
Profession de l’épisode : Joséphine est serveuse dans une crêperie bretonne : la crêperie Lozac’h.

### Épisode 4:Tous au zoo
Scénaristes :
- Marie-Luce David
- Ivan Piettre

Réalisateur :
- Stéphan Kopecky

Diffusions :
- Belgique : 11 décembre 2014 sur La Une
- Suisse : 23 décembre 2014 sur RTS Un
- France : 9 février 2015 sur TF1
- Québec : 9 avril 2016 sur Séries+

Audience : 
- France : 6,31 millions de téléspectateurs (24,6 % de part de marché)[2]

Distribution :
- Mimie Mathy : Joséphine
- Chloé Lambert : Clara Lorenz
- Titoff : Alex
- Marie-Hélène Lentini : Hélène Fabriski, l'inspectrice vétérinaire
- Nicky Marbot : Régis
- Charles Clément : Vincent Bazzechi, l’ex-mari de Clara
- Grant Lawrens : Lucas Bazzechi, le fils de Clara
- Lévanah Solomon : Marilou Bazzechi, la fille de Clara
- Lisa Cipriani : Rose, employée du zoo
- Lisa-Marie Dupont : Juliette, le crush de Lucas
- Jean-Pierre Becker : le directeur de l’école de Lucas et Marilou
- Philippe Dusseau : l'acheteur
- Anouk Féral : la capitaine des douanes
- Charles Fresse : le copain 1
- Alexandre Parnois : le copain 2
- et le lion Tsar : Spartacus

Résumé : Joséphine vient en aide à Clara Lorenz, une mère célibataire qui a décidé de s'installer provisoirement avec ses deux enfants dans l'ancestral zoo de son père, décédé il y a quelques mois. Clara doit faire face à la fois à la tombée en ruine du zoo, à la crise d'adolescence de son fils ainsi qu'aux mauvais souvenirs de son enfance qui l'assaillent de toutes parts. De plus au cours de sa mission, Joséphine devra s'accommoder de Spartacus, un nouveau client un peu particulier.
Profession de l’épisode : Joséphine est soigneuse (auxiliaire de santé animalier) dans un zoo.